# Joseph Harnest
Joseph Sepp Harnest (* 24. Juni 1937 in München; † 10. Januar 1999 in Traunstein) war ein deutscher Zeichner und Graphiker. Er unterrichtete freies Zeichnen, Darstellende Geometrie und Perspektive im Rahmen seiner Professur an der Fachhochschule in Rosenheim.

## Leben

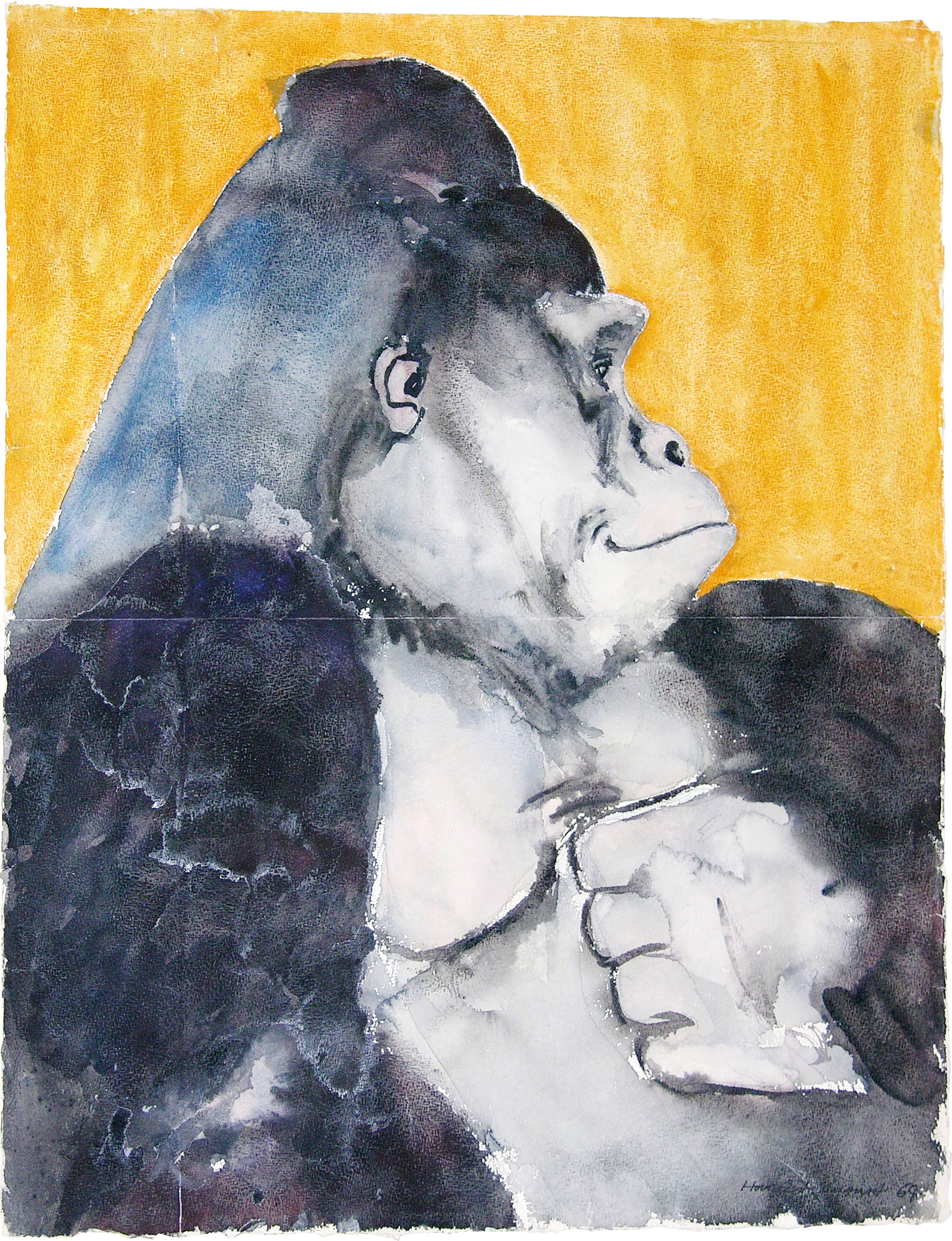
Affe sitzend, Bleistiftzeichnung und Aquarell auf Bütten, 1964, signiert r.u.

Sepp Harnest wurde als Sohn des Kunstmalers Fritz Harnest und dessen Ehefrau, der Malerin Gertrud Harnest (geb. Ellermann) in München geboren und wuchs in Übersee am Chiemsee auf, wo er bis zu seinem Tode lebte. Schon ab seinem 3. Lebensjahr betätigte er sich zeichnerisch.
Sein Abitur machte er 1957 am Staatlichen Landschulheim (Oberrealschule) Marquartstein. Während der Schulzeit Neigung zur darstellerischen Tätigkeit (Zeichnen, Malen, Illustrieren), zum Theaterspiel und zur Musik (Querflöte und Waldhorn).
Es folgte das Studium der  Architektur an der Technischen Hochschule (später TU) München, das er nach einer Unterbrechung als Werkstudent im staatlichen Klinikbaubüro Freiburg im Breisgau 1964 mit dem Diplom abschloss.

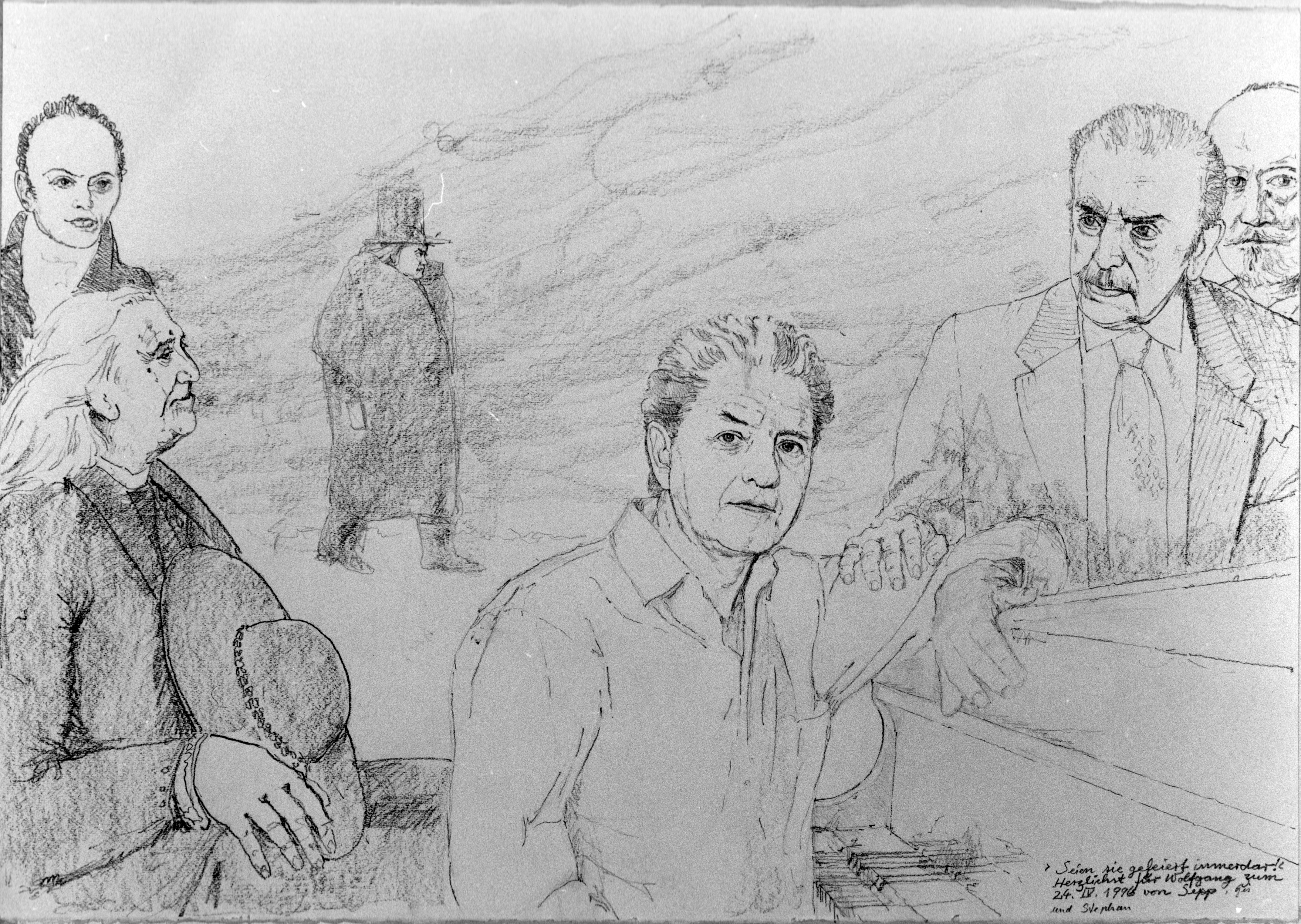
Seien sie gefeiert immerdar!, Wolfgang Leibnitz mit seinen musikalischen Vätern, Bleistiftzeichnung 1996

1964 heiratet Harnest die Architekturstudentin Gisela Nuß, 1965 und 1967 wurden die beiden Söhne Michael (späterer Archäologe) und Stephan geboren.
Bis 1974 war er bei W. Karnapp als wissenschaftlicher Assistent am Lehrstuhl für Freies Zeichnen und Perspektive an der TU München tätig. Hierzu erhielt er Lehraufträge in Weihenstephan und Rosenheim. Das große Interesse an der Bau- und Kunstgeschichte zeigte sich unter anderem in der Ausfertigung zahlreicher Konstruktionen perspektivischer Schaubilder von Toren und Stadtteilen der von W. Karnapp bearbeiteten Stadtmauer von Resafa in Syrien und der Fortführung und Fertigstellung der begonnenen Perspektive mit den römischen Szenengebäude des Theaters in Milet für den Bauforscher Friedrich Krauss.
1971 erfolgte die Promotion an der Fakultät für Architektur und Bauwesen der Technischen Universität in München mit dem Thema der Dissertation: „Das Problem der konstruierten Perspektive in der altdeutschen Malerei“. (1. Berichterstatter: Josef Adolf Schmoll genannt Eisenwerth)
Harnest habilitierte sich 1977 mit dem Thema „Stereoskopie und sphärische Perspektive als Korrektiv üblicher zentralprojektiver Bilder“. Ebenfalls in diesem Jahr erhielt er eine Professur an der Fachhochschule Rosenheim im Fachbereich Innenarchitektur.

## Ausstellungen
- Der Perspektive-Zeichner Galerie Hiendlmeier, Rosenheim, 1977.
- Künstler zeigen Künstler – Lenz Hamberger zeigt Werke von Sepp Harnest, Konrad Huber, Heinz Theuerjahr, Lenz Hamberger Galerie im Alten Rathaus, Prien am Chiemsee, 1994.
- Fritz Harnest, Dr. Joseph Harnest – Werkschau Galerie Villa Maria, Bad Aibling, 2006 (Posthume Ausstellung).

## Publikationen
- Autorenschaft:
  - Sepp Harnest, Zeichnen und Skizzieren Hallwag-Verlag, 1970 (vier Auflagen).
  - Sepp Harnest, Sechs Zeichnerische Arbeiten (mit faksimilierten Blättern), Übersee, 1994

- Beiträge in:
  - Festschrift Luitpold Dussler: 28 Studien zur Archäologie und Kunstgeschichte Deutscher Kunstverlag, 1972.
  - Max Seidel (Hrsg.): „Mathis Gothart Nithart Grünewald – Der Isenheimer Altar“, Heinrich Geissler, Bernhard Saran, Joseph Harnest, Adalbert Mischlewski, Vorwort Oto Bihalji-Merin, Belser Verlag Stuttgart, 1973.
  - Anzeiger des Germanischen Nationalmuseums Germanisches Nationalmuseum Förderkreis, 1977.
  - Peter Strieder, Dürer Langewiesche Nachfolger Köster, 1981.
  - Jahrbuch Berliner Museen Gebrüder Mann Verlag Berlin, 1987/1988.